# Petr Jiráček
Petr Jiráček (Tuchořice, 2 maart 1986) is een Tsjechisch voormalig voetballer die bij voorkeur als middenvelder speelde. Jiráček stond voor het laatst onder contract bij FC Trinity Zlín, waarvoor hij in het seizoen 2022/23 in het tweede elftal speelde. Hij debuteerde in 2011 in het Tsjechisch voetbalelftal, waarvoor hij actief was op het Europees kampioenschap voetbal 2012. Na op dat toernooi een zeer goede indruk gemaakt te hebben, werd hij naar Duitsland gehaald voor een paar succesvolle jaren in de Bundesliga bij VfL Wolfsburg en Hamburger SV. In augustus 2015 is hij weer teruggekeerd naar de 1. česká fotbalová liga.

## Clubcarrière
Jiráček begon op vroege leeftijd met voetballen. Op vijftienjarige leeftijd speelde hij in de jeugd van SK Slavia Praag. Na tijd te hebben genomen voor schoolwerk begon hij in 2006 als betaald voetballer bij FK Baník Sokolov, waar hij voorheen speelde bij de jeugd. Na twee seizoenen maakte hij een transfer naar FC Viktoria Pilsen, waarmee hij ging spelen in de Gambrinus liga. Na het spelen van precies honderd wedstrijden voor de club vertrok Jiráček in de winter van 2012 naar VfL Wolfsburg. In de zomer van datzelfde jaar vertrok hij daar alweer om bij Hamburger SV te gaan voetballen.
Jiráček speelde drie seizoenen voor Hamburger SV. Daarmee speelde hij zich in zijn laatste twee jaar bij de club veilig via promotie/degradatie-duels. Hij tekende in augustus 2015 vervolgens een contract tot medio 2019 bij Sparta Praag, de nummer twee van de Synot liga in het voorgaande seizoen.

## Interlandcarrière
Jiráček debuteerde op 3 september 2011 voor Tsjechië in een EK-kwalificatiewedstrijd tegen Schotland (2–2). Hij moest in dat duel na 78 minuten plaatsmaken voor Tomáš Pekhart. Jiráček maakte zijn eerste doelpunt op 15 november in datzelfde jaar. In de play-offs van de EK-kwalificatie scoorde hij in de wedstrijd tegen Montenegro (1–0).
In de groepsfase op het Europees kampioenschap voetbal 2012 in Oekraïne en Polen scoorde Jiráček twee keer. Door het winnende doelpunt in de wedstrijd tegen Polen te maken (1-0) plaatste Tsjechië zich voor de kwartfinales. Daarin werd de ploeg van bondscoach Michal Bílek in de kwartfinales op donderdag 21 juni uitgeschakeld door Portugal dankzij een rake kopbal van Cristiano Ronaldo.
| Interlanddoelpunten | Interlanddoelpunten | Interlanddoelpunten | Interlanddoelpunten    | Interlanddoelpunten | Interlanddoelpunten | Interlanddoelpunten | Interlanddoelpunten |
| №                   | Datum               | Locatie             | Wedstrijd              | Goal(s)             | Score               | Uitslag             | Competitie          |
| ------------------- | ------------------- | ------------------- | ---------------------- | ------------------- | ------------------- | ------------------- | ------------------- |
| 1                   | 15 november 2011    | Podgorica           | Montenegro – Tsjechië  | 81'                 | 0 – 1               | 0 – 1               | EK-kwalificatie     |
| 2                   | 12 juni 2012        | Wrocław             | Griekenland – Tsjechië | 3'                  | 0 – 1               | 1 – 2               | EK-eindronde        |
| 3                   | 16 juni 2012        | Wrocław             | Tsjechië – Polen       | 72'                 | 1 – 0               | 1 – 0               | EK-eindronde        |

## Erelijst
| Kampioen Gambrinus liga | 1× | 2010/11 |
| Ondrášovka Cup          | 1× | 2009/10 |
| Synot Tip Superpohár    | 1× | 2011    |